# West Richland
West Richland ist eine Stadt in Benton County im Bundesstaat Washington in den Vereinigten Staaten. Der Ort hatte im Jahr 2009 11.840 Einwohner und liegt in der Metropolregion Tri-Cities in der insgesamt 200.000 Menschen leben.

## Demographie
Bei der Volkszählung 2000 hatte West Richland 8.385 Einwohner zehn Jahre zuvor waren es 3.962. 
| Altersgruppe       | Anteil an der Gesamtbevölkerung |
| ------------------ | ------------------------------- |
| unter 18 Jahre     | 32,7 %                          |
| 18–24 Jahre        | 6,3 %                           |
| 25–44 Jahre        | 33,3 %                          |
| 45–64 Jahre        | 21,7 %                          |
| 65 Jahre und älter | 6,1 %                           |

## Wirtschaft
Der Sportwagenhersteller SSC North America hat seinen Firmensitz in West Richland.